# Anua violascens
Anua violascens là một loài bướm đêm trong họ Erebidae.